# John Farrell (homme d'affaires)
Solo Leveling
1. ↑  « Figure 4—figure supplement 1. Representative control images for BiFC experiments in C2C12 myotubes. », sur doi.org (consulté le 18 août 2025)